# Spröd mjölporing
Spröd mjölporing (Trechispora mollusca) är en svampart som först beskrevs av Christiaan Hendrik Persoon, och fick sitt nu gällande namn av Liberta 1974. Enligt Catalogue of Life ingår Spröd mjölporing i släktet Trechispora,  och familjen Hydnodontaceae, men enligt Dyntaxa är tillhörigheten istället släktet Trechispora,  och familjen Sistotremataceae. Arten är reproducerande i Sverige. Inga underarter finns listade i Catalogue of Life.